# اکسیژن‌زدایی
اکسیژن زدایی فرایندی است که با جذب اکسیژن از داخل فلز مذاب از گسترش حفره‌های گازی در فلز جلوگیری می‌کند.
حذف اکسیژن از فولاد را کشتن فولاد نیز می‌گویند.
فولادی که از کوره ذوب فولاد خارج می‌شود دارای مقدار زیادی اکسیژن حل شده است که اگر این اکسیژن از مذاب خارج نگردد باعث به وجود آمدن حفرات گازی و نتیجه اکسایش فلز می‌شود.
به همین دلیل از فرایندهای اکسیژن زدا در صنایع فولاد استفاده می‌شود.

## عناصر آلیاژی مورد استفاده برای اکسیژن زدایی
آلومینیوم، سیلیکون(عموما به صورت فروسیلیکون) ،منگنز و کلسیم

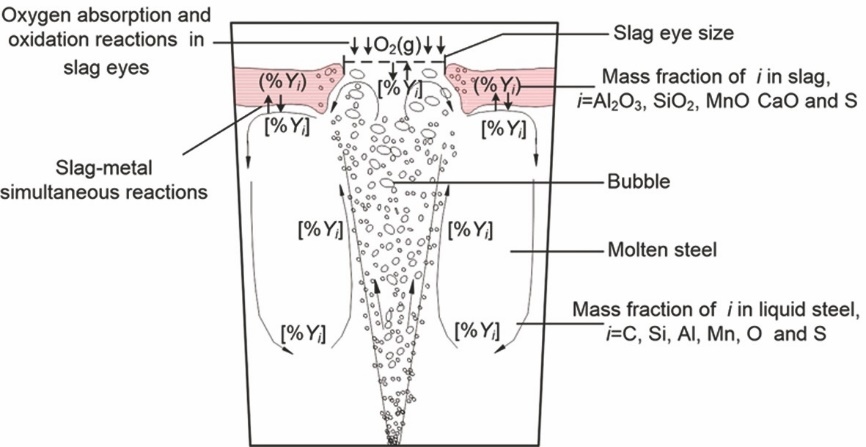
تاثیر عناصر آلیاژی برخروج اکسیژن در فولاد

- کلسیم : کلیسم در ترکیب با سیلیسیم برای اکسیژن زدایی فولادها به کار می‌رود. همچنین کلسیم مقاومت در برابر پوسته پوسته شدن آهن را افزایش می‌دهد. دیگر خاصیت کلسیم جلوگیری از افزایش ایرادات سطح فولاد در دمای بالا است.
- سدیم: سدیم در اکسیژن زدایی فولاد نقش فراوانی دارد و همچنین گوگرد زدایی را سریع‌تر می‌کند و در تهیه چدن‌های با گرافیت کروی از سدیم استفاده می‌شود.
- آلومینیوم : آلومینیوم هم در اکسیژن زدایی فولاد تاثیر به سزایی دارد و همچنین می‌تواند با نیتروژن واکنش دهد و باعث ایجاد استحکام سطحی در فولاد می‌شود.

علاوه بر این آلومینیوم با اکسیژن واکنش می‌دهد و باعث جلوگیری از رشد دانه‌ها در فولاد می‌شود و در نتیجه افزایش استحکام فولاد را به همراه دارد.

## انواع فولادهای اکسیژن زدایی شده

### فولاد کشته شده(Killed steel)
- فولاد کشته شده به فولادی می‌گویند که قبل از ریخته گری به طور کامل اکسیژن زدایی شده باشد.

در فولاد کشته شده از عناصر آلیاژی آلومینیوم، سیلیکون(عموما به صورت فروسیلیکون) ،منگنز استفاده می‌شود. در مواردی ممکن است به مذاب فولاد مقداری تیتانیم و زیرکونیوم نیز اضافه کنند.
در فولاد کشته، آلومینیوم با اکسیژن در فولاد واکنش می‌دهد  و تشکیل آلومینیوم اکسید  می‌دهد که با جلوگیری از رشد اندازه دانه باعث مستحکم تر شدن فولاد می‌گردد.
Killed steel ها به طور کلی در فولادهای مقاوم به حرارت و فولادهای ضد زنگ مورد استفاده قرار می‌گیرند.
در تکنولوژی ریخته گری پیوسته فولاد نیز اغلب از این نوع فولاد استفاده می‌کنند.
درصد نهایی عناصر آلیاژی در فولاد کشته شده تقریبا به صورت زیر است.
- سیلسکون 15. تا 35. درصد
- آلومینیوم 05.درصد
- اکسیژن:01. تا 03. درصد

### Semi killed steel
- این نوع فولاد مشابه فولاد کشته شده است اما هنوز مقداری حفرات گازی در آن باقی مانده است که به صورت گاز CO (کربن مونواکسید) نزدیک سطح فولاد تشکیل می‌شود.

این فولاد در فولادهای سازه ای استفاده می‌شود.
در این فولادها از عناصر آلیاژی منگنز و سیلیکون و مقدار اندکی آلومینیوم برای اکسیژن زدایی استفاده می‌شود. 
درصد نهایی عناصر آلیاژی در فولاد کشته شده تقریبا به صورت زیر است.
- سیلسکون 01. تا 03. درصد
- آلومینیوم 02.درصد
- اکسیژن:02. درصد

### Rimmed steel
- به فولادهایی گفته می‌شود عناصر آلیاژی برای خروج اکسیژن به آن اضافه نشده باشد و یا در حد بسیار کمی عناصر آلیاژی برای برای اکسیژن زدایی در آن وجود داشته باشد. این نوع فولاد دارای حفرات گازی فراوان است.

کاربرد این نوع فولاد در کار سرد است و برای انجام کار گرم مناسب نیست  زیرا در کار گرم با افزایش دمای فولاد این حفرات به سمت سطح فلز حرکت می‌کنند و باعث عیوب روی سطح فولاد می‌شوند.

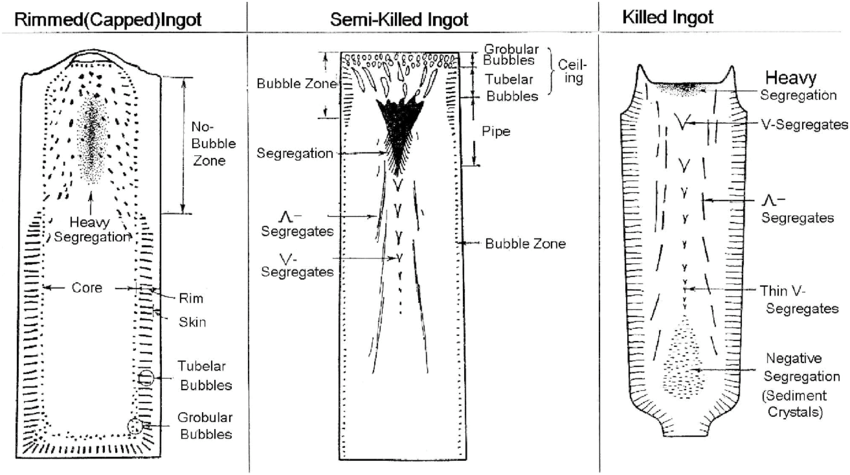
انواع فولاد ریخته گری شده بر اساس عیوب ریخته گری و حجم حفرات گازی در آن

### Capped steel
- این نوع فولادها مشابه فولادهای تقریبا نزدیک به rimmed steel هستند و از فولادهای کشته شده شکل پذیری بیشتری دارند. این نوع فولاد دارای مقدار بسیار کمی عناصر آلیاژی آلومینیوم  و فروسیلیکون است.این فولاد برای کار سرد بسیار مناسب هستند و برای ساخت ورق‌ها و سیم‌های فولادی از این فولاد استفاده می‌شود.